# Чубашев Олексій Олександрович
Олексі́й Олекса́ндрович Чуба́шев (16 листопада 1991, Пологи, Запорізька область, Україна — 10 червня 2022, Сєвєродонецьк, Луганська область, Україна) — український військовий журналіст, військовослужбовець, майор (посмертно) Головного управління розвідки Міністерства оборони України, учасник російсько-української війни. 
З 2019 по 2021 рік виконував обов'язки керівника Центральної телерадіостудії Міністерства оборони України (очолював «Військове ТБ» та радіостанції «Армія FM»). 

## Життєпис
Народився 16 листопада 1991 року в місті Пологи на Запоріжжі. У 2010 році закінчив Київський військовий ліцей імені Івана Богуна, у 2015 — Військовий інститут Київського національного університету імені Тараса Шевченка за спеціальністю «Журналістика».
2009 року брав участь у військовому параді з нагоди Дня Незалежності України.
У 2015 році відбулася його перша ротація в АТО, того ж року розпочав службу як військовий журналіст Центральної телерадіостудії Міністерства оборони України. Автор та ведучий першого в Україні військового реаліті-шоу «Рекрут.UA». У грудні 2019 року призначений виконувачем обов'язків керівника Центральної телерадіостудії Міністерства оборони України (очільником «Військового ТБ» та радіостанції «Армія FM»). Із закінченням строку контракту, 28 лютого 2021 року був звільнений в запас ЗСУ. Після звільнення розвивав власні проєкти.
Із початком широкомасштабного російського вторгнення в Україну 2022 року виконував бойові завдання у складі групи спеціального призначення 8-го окремого полку спеціального призначення на Київщині, брав участь у визволенні населених пунктів Макарів, Мотижин та Копилів. У квітні того ж року призваний за мобілізацією, направлений до Головного управління розвідки та обійняв посаду командира групи Інтернаціонального легіону ГУР МО України. У складі легіону брав участь У боях на Миколаївському напрямку, а з початку червня — на східному. 
Загинув 10 червня 2022 року під час оборони міста Сєвєродонецьк, зазнавши смертельного кульового поранення в шию. 14 червня із Чубашевим попрощалися у Києві, в нього залишилася дружина, донька та син. Похований на Байковому кладовищі в Києві.
28 червня 2022 року указом президента України капітану Олексію Чубашеву присвоєго чергове звання «майор» посмертно.

## Нагороди
- Медаль «10 років сумлінної служби» Міністерства оборони України (26 листопада 2020).

## Увічнення пам'яті
- На згадку про Олексія Чубашева в липні 2022 року організація RunstrongNation провела онлайновий забіг, кошти від якого передали родині полеглого військовика[12].
- Олексію Чубашеву присвячено серію документального проєкту «Україна у вогні-2», що вийшла в серпні 2022 року[13].
- 24 лютого 2023 року презентовано стрічку «Ефект присутності» — повнометражний документальний фільм про роботу військових журналістів Центральної телерадіостудії Міністерства оборони під час повномасштабного вторгнення Росії в Україну. Фільм присвячений пам'яті Олексія Чубашева, зокрема в ньому вперше для широкого загалу демонструються кадри з останнього бою Чубашева[14][15].
- У 2023 році в номінації «Твори кіномистецтва» премії імені Богдана Хмельницького Міністерства оборони України перемогла документальна спільна стрічка журналістки Центральної телерадіостудії МО України Маріамни Маркевич та оператора Ігоря Бондаренка «Rekrut назавжди» із серії «Нескорені». Фільм присвячений пам'яті Олексія Чубашева[16][17].
- 11 червня 2023 року у Києві відбувся благодійний забіг пам'яті Олексія Чубашева. Організатором заходу стала громадська організація «Vatra»[18][6].
- В серпні 2023 року до Дня пам'яті загиблих захисників України у Київському військовому ліцеї імені Івана Богуна, де навчався Олексій Чубашев, на меморіалі загиблим героям у вигляді погона ліцеїста встановлено меморіальну табличку з його прізвищем[19].
- У червні 2024 року у Києві відбудеться благодійний «Забіг честі імені Рекрута», присвячений Чубашеву, організований Run Ukraine. Формат участі планується подвійний: онлайн і офлайн на дистанції 5 та 10 кілометрів. Усі кошти з реєстрації будуть спрямовані на потреби Інтернаціонального легіону, де служив Олексій Чубашев[20][21].